# Ким Чен Ги
Ким Джанг Ги (кор. 김정기, ханджа 金政基, англ. Kim Jung Gi; 7 февраля 1975[…], Коян, Кёнгидо — 3 октября 2022, Вильпент) — иллюстратор, карикатурист (в частности, в направлении манхва) и художник. Известен удивительной техникой рисования: изображение строится без каких-либо набросков и заметок.

## Биография
Ким Джанг Ги родился в 1975 году в городе Коян, пригороде Сеула, в Южной Корее.
В 19 лет он поступил в школу изящных искусств по специальности «Искусство и дизайн», где в итоге получил степень магистра. Далее он продолжил учёбу в Колледже искусства и дизайна Университета Донг-ой (кор. 동의 대학교) в Пусане, однако, бросил его на третьем курсе.
Ким Джанг Ги прослужил более 2 лет в армии по призыву. Служба помогла ему запомнить удивительно большое количество техники и оружия.
После службы он принял решение работать иллюстратором комиксов. Он собрал портфолио со своими работами в данном направлении и обратился к различным издателям комиксов. Однако тогда никто не рассматривал его работы всерьёз. Спустя год после первой попытки Ким Джанг Ги обратился к тем же издательствам с практически тем же портфолио, и они все согласились предоставить ему работу.
Первой опубликованной работой Ким Джанг Ги, выпущенной японским журналом комиксов Young Jump, была иллюстрация — «Смешные забавы» (англ. Funny Funny).
После нескольких выпущенных рассказов и выставок его работ, иллюстратор начал преподавать манхва (корейские комиксы) в университетах и частных школах.
В 2008—2010 годах иллюстратор создал работы для TLT (Tiger the Long Tail Архивная копия от 10 июня 2021 на Wayback Machine) комиксов по сценарию Сеунг-Джина Пак. Также Ким Джанг Ги стал иллюстратором двух романов французского писателя Бернара Вербера: «Рай» (в 2010 г.) и «Третье человечество» (2013 г.).
Ким Джанг Ги дважды работал с французским автором комиксов Жан-Давидом Морваном. Впервые в 2014 году, работая над серией SpyGames. Второй раз был и в 2016 году, в котором он создал рисунки для альбома Dupuis МакКарри, штат Нью-Йорк, 11 сентября 2001 года. Это была первая опубликованная биография всемирно известного фотографа и журналиста Стива Маккарри, включавшая ставшую теперь культовой обложкой National Geographic афганскую девушку с завораживающими зелёными глазами.
Также он работал с компаниями-производителями видеоигр и трудился над различными комиксами в США (Flash, Civil War II) или Европе (Kiliwatch, Caurette Editions) в качестве художника обложек. В 2019 году им было проиллюстрировано 10-летие League of Legends.
Ким Джанг Ги выпустил шесть альбомов (скетчбуков) для рисования, которые вышли в 2007, 2011, 2013, 2015, 2016 и 2018 годах соответственно. Все вместе они содержат почти 4000 страниц, которые заполнены рисунками.
В 2017 году он объединился со всемирно известным японским художником Кацуя Тэрада, выпустив эффектный альбом для рисования, который наглядно демонстрирует их общие великие таланты.
Работы Ким Джанг Ги были выставлены во многих странах, галереях (Маген в Париже, Скотт Эдер в Нью-Йорке, «GEISEI x Infinity» Мураками Такаси в Японии и т. д.) и музеях (Пенанг, Малайзия). Его имя занесено в Книге рекордов Гиннеса в категории «Иллюстрация» в разделе «Самый длинный рисунок человека». Рекорд, установленный им — это искусство, которое создал Ким Джанг Ги, называемое «Рыбий глаз».
Так же Ким Джанг Ги работал в SuperAni и преподавал в художественной школе AniChanga в Сеуле, основанную им вместе с Хён-Джин Ким (англ. Hyun-Jin Kim).
В 2020 году перестал работать в AniChanga и в рекламных компаниях, начал путешествовать по всему миру на фестивали комиксов для встреч со своими поклонниками и поиска вдохновения.

## Материалы
Ким Джанг Ги работает различными типами кистей, фломастеров, шариковых ручек, некоторые из которых корейские, например Shinhan и Monami, фетр Micronpen от Сакуры (англ. Sakura) и кисть Fude от Pentel (преимущество фломастеров — возможность наносить очень тонкие и очень толстые линии, как кисть). Он также пользуется шариковой ручкой Bic Ball Pen и корейской шариковой ручкой № 153 от Monami, реже Montblanc (одним из преимуществ шариковых ручек является то, что они могут образовывать линии разной плотности, как карандаш).
Во всех случаях Ким Джанг Ги держит ручку не за конец возле кончика, а ближе к середине, что позволяет ему расслабиться, достичь более плавных очертаний и избежать возникновения дискомфорта и болей в руках.

## Работы
- Первый SketchBook, выпущенный в 2007 г.
- Tiger the Long Tail (6 томов), выпущенный компанией CNC Revolution в период с 2008 по 2010 год.
- Паради, 2010 (иллюстрация из рассказа Бернарда Вербера)
- Второй SketchBook, опубликованный в 2011 г.
- Третий SketchBook, опубликованный в 2013 г.
- Третье человечество, 2013 (иллюстрация к рассказу Бернарда Вербера)
- SpyGames, опубликованная в 2014 году компанией Glénat
- Четвёртый SketchBook, опубликованный в 2015 году.
- Пятый SketchBook, опубликованный в 2016 г.
- Маккарри, Нью-Йорк, 9/11, опубликовано в 2016 году издательством Editions Dupuis.
- SketchBook с Кацуя Терада, опубликованный в 2017 г.
- Шестой скетчбук, опубликованный в 2018 г.

## Видеоматериалы
Stan Prokopenko, «Kim Jung Gi — How to Become a Master» Архивная копия от 10 июня 2021 на Wayback Machine — интервью с Ким Чен Ги.